# یانوش آرانی
یانوش آرانْی (مجاری: Arany János؛ زاده ۲ مارس ۱۸۱۷ – درگذشته ۲۲ اکتبر ۱۸۸۲) روزنامه‌نگار، نویسنده، شاعر، مترجم و آموزگار مجار بود. به او لقب «شکسپیر بالاد» داده شده‌است. وی بیشتر از ۱۰۲ بالاد نگاشته‌است که به بیش از پنجاه زبان ترجمه شده‌است. معروف‌ترین اثرش سه‌گانه تولدی است.